# 博若莱地区贝尔维尔
博若莱地区贝尔维尔（法語：Belleville-en-Beaujolais，發音：[bɛlvil ɑ̃ boʒɔlɛ]），法国东部城市，奥弗涅-罗讷-阿尔卑斯大区罗讷省的一个市镇，隶属于索恩河畔自由城区，其市镇面积为22.86平方公里，2022年1月1日时人口数量为13,767人，在法国市镇中排名第739位。
博若莱地区贝尔维尔成立于2019年，由贝尔维尔和阿迪耶尔河畔圣让合并而成。该市镇位于罗讷省北部，索恩河右岸，隔河与安省相望，是一个区域性的中心城市，A6高速公路、巴黎－马赛铁路及多条公路在此交汇。

## 地名来源
“Belleville”的字面含义为“美丽城”，该名称是法国一个常见的地名通名，但此处Belleville的具体来源尚有待考证。
此外，贝尔维尔在部分资料中又被称为“Belleville-sur-Saône”，当地的铁路车站即以此命名。

## 历史

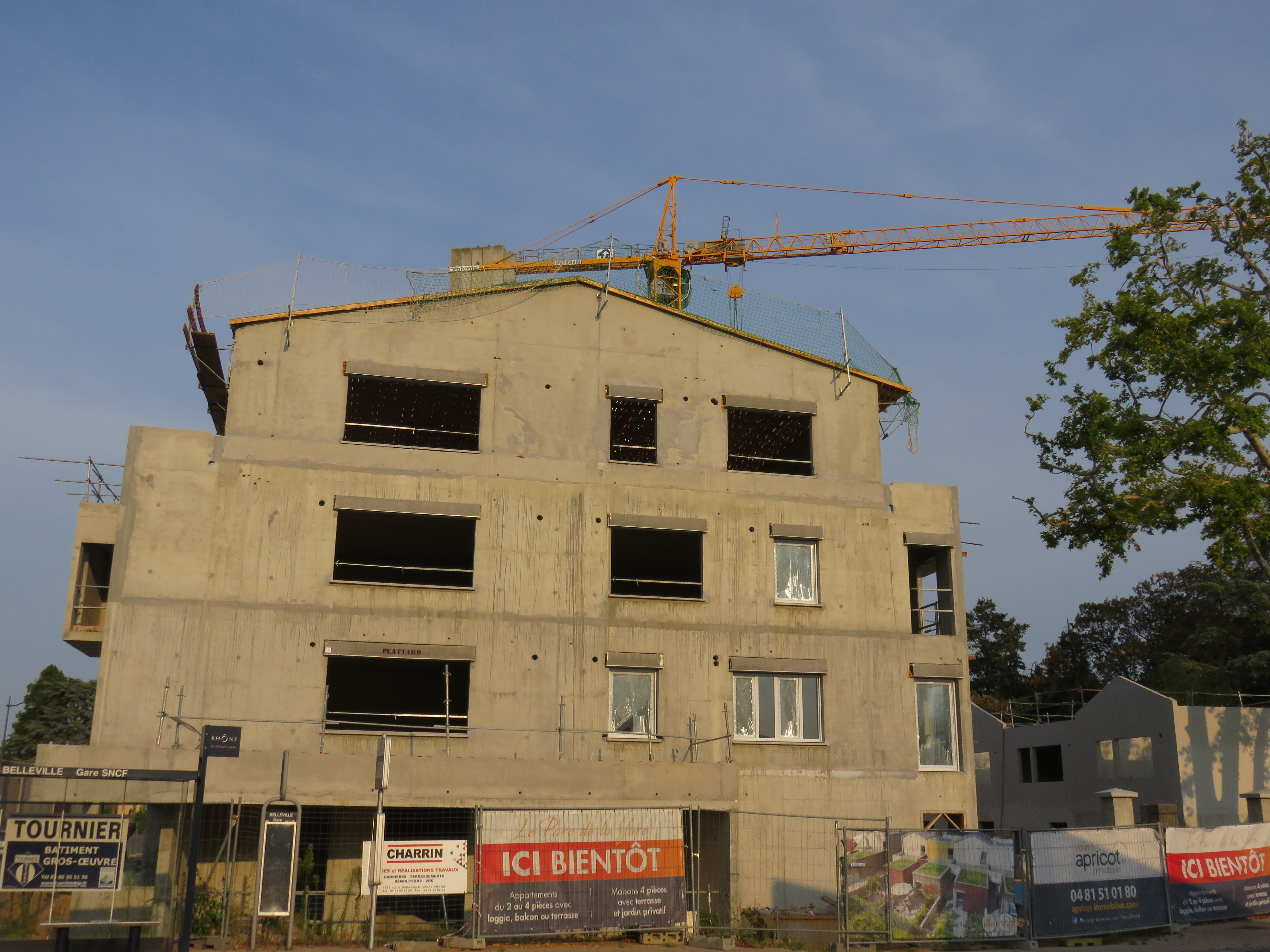
一处兴建中的居民建筑

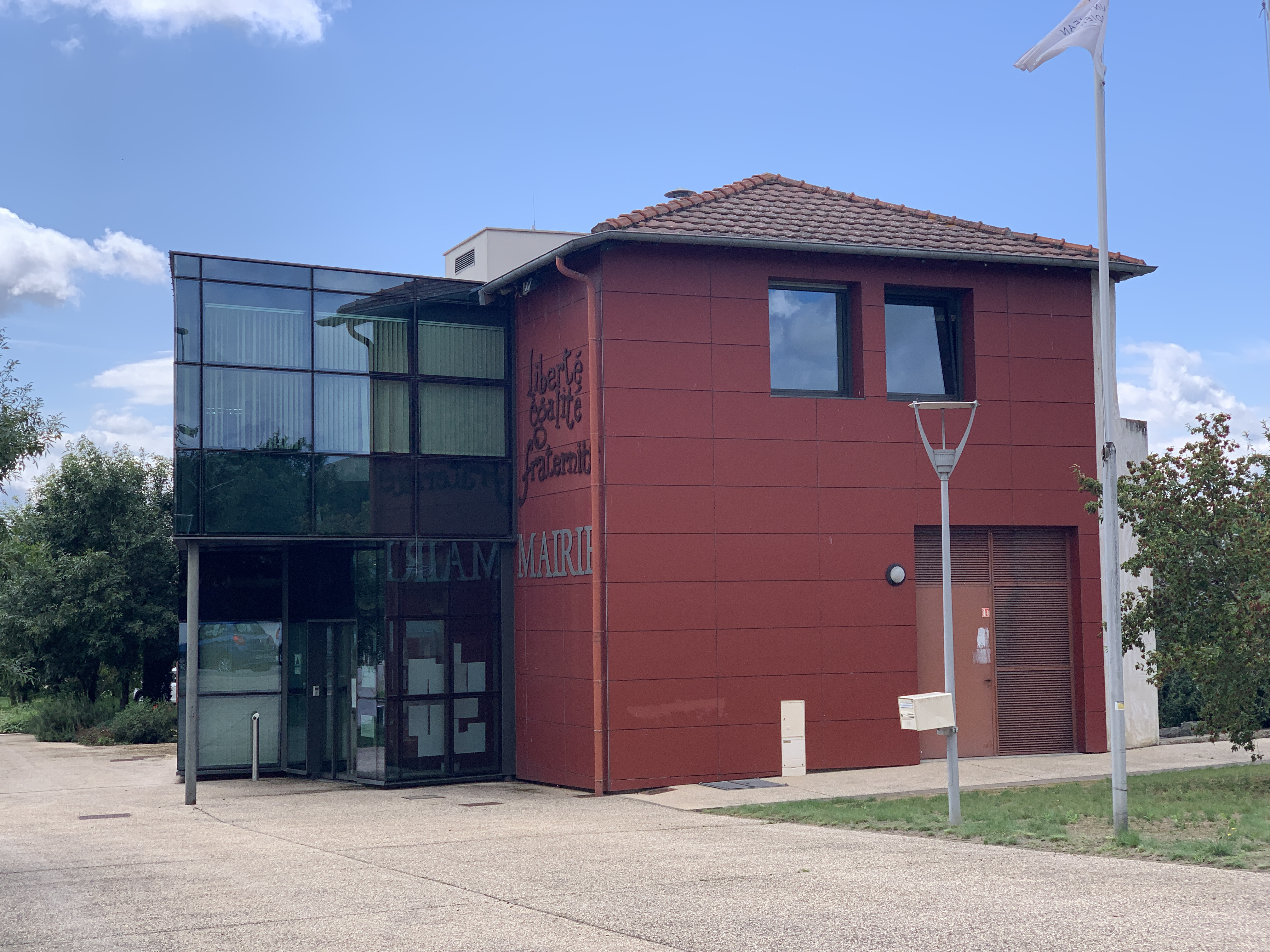
原阿迪耶尔河畔圣让市政厅

博若莱地区贝尔维尔成立于2019年1月1日，由贝尔维尔和阿迪耶尔河畔圣让两个市镇合并而成，其中新市镇政府驻地位于贝尔维尔。

### 贝尔维尔
贝尔维尔的早期建城史尚不清楚，其境内的Lybertec工业园区内曾发现公元一至二世纪时的古罗马建筑遗址。根据当地官方网站的论述，贝尔维尔在公元12世纪时为博热家族的一处领地，其领主安贝尔三世（Humbert III）在此修建了一处修道院，并在其四周筑起了城墙。中世纪中后期，随着索恩河航运的兴盛，贝尔维尔逐渐发展成为一座商业港口，木材、小麦、油料和葡萄酒为当地主要的贸易商品。法国大革命后，贝尔维尔成为罗讷-卢瓦尔省的一个市镇，该省于1793年一分为二，贝尔维尔改属罗讷省。工业革命期间，途径贝尔维尔的巴黎－马赛铁路建成通车。二战后，随着高速公路的建成以及里昂的城市扩张，贝尔维尔人口数量有所增加，当地出现了多处新兴居民区及工业园区。

### 阿迪耶尔河畔圣让
阿迪耶尔河畔圣让位于贝尔维尔北侧，最初于公元14世纪时被记载，后长期为一处普通农业村落。法国大革命后，阿迪耶尔河畔圣让先后成为罗讷-卢瓦尔省和罗讷省的一个市镇。19世纪后，阿迪耶尔河畔圣让逐渐发展成为贝尔维尔的一处卫星城，并随着城市的扩张而与贝尔维尔实现无缝连接。1944年8月，阿迪耶尔河畔圣让的多名青年抵抗运动成员被纳粹杀害，战后当地建成了二战纪念碑，并定期举办纪念活动。

## 地理

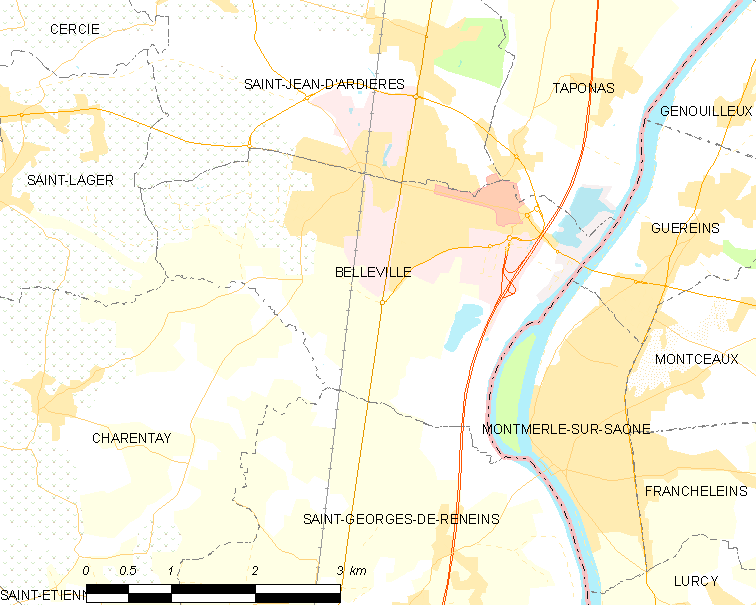
贝尔维尔市镇范围地图

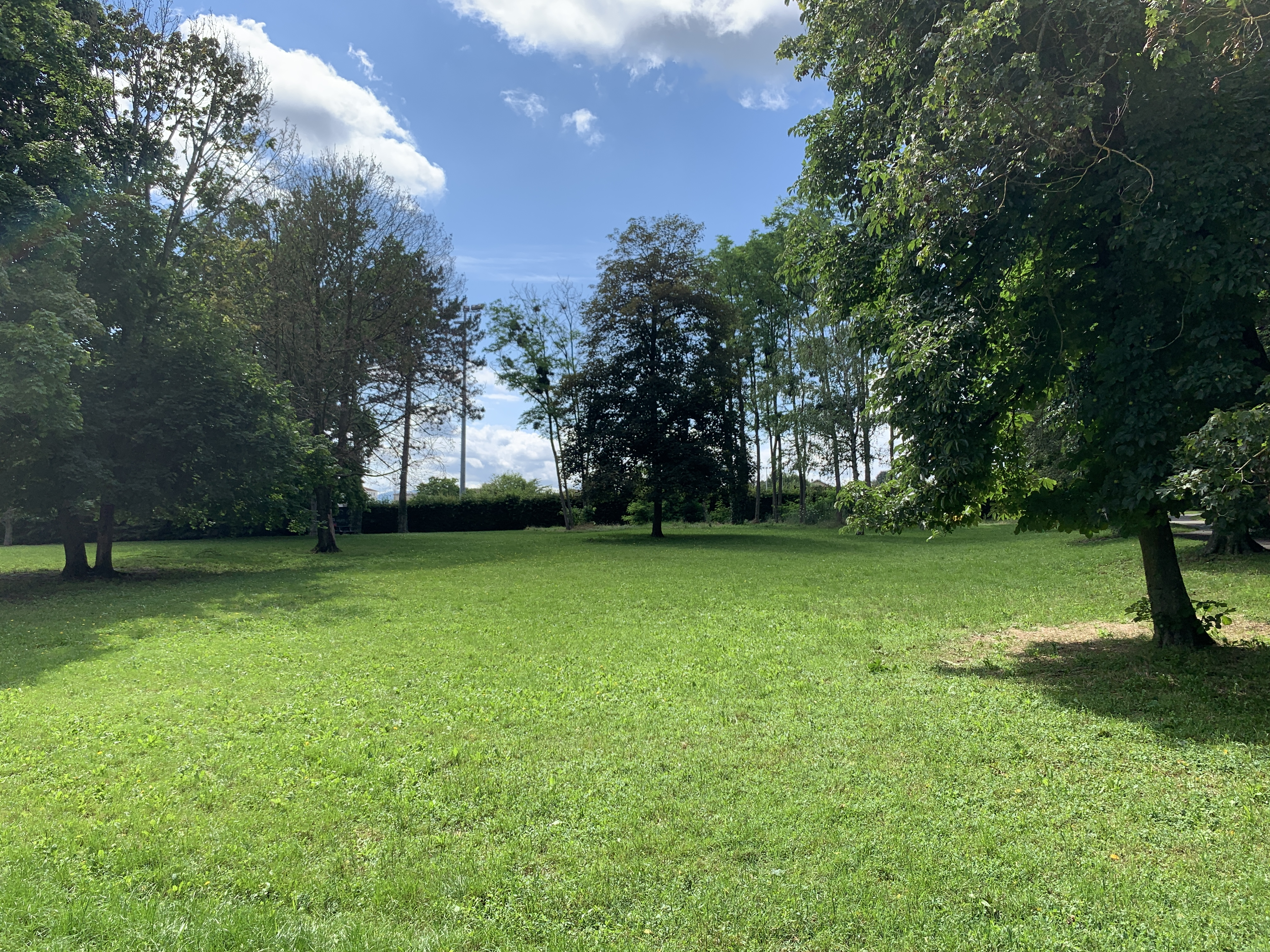
波皮公园

博若莱地区贝尔维尔位于法国东部，奥弗涅-罗讷-阿尔卑斯大区中北部和罗讷省北部，距离里昂大约47公里。与博若莱地区贝尔维尔接壤的市镇包括：博若莱地区科尔塞勒、塞尔谢、盖兰、索恩河畔蒙梅勒、圣乔治德勒南、塔波纳、德拉塞、沙朗泰、维列莫尔贡、圣拉热。

### 地形
博若莱地区贝尔维尔位于博若莱东部，法国中央高原的东北部边缘地带，境内以浅丘和平原为主，市镇中心地势较为平坦，全境海拔在169到225米之间。

### 水文
索恩河干流自北向南流经境内东部，沿河地带有两处采砂活动遗留形成的湖泊。

### 植被
博若莱地区贝尔维尔属于温带阔叶混交林区，市中心的波皮公园（Parc de Popy）是当地主要的城市绿地。
在鲜花城市的评比中，博若莱地区贝尔维尔被评为1星级鲜花城市。

### 气候
博若莱地区贝尔维尔在柯本气候分类法中属于带有地中海特征的温带海洋性气候。
博若莱地区贝尔维尔境内设有气象站，以下为该气象站的数据（其中日照数据取自马孔气象站）：
| 博若莱地区贝尔维尔1981年－2019年 | 博若莱地区贝尔维尔1981年－2019年 | 博若莱地区贝尔维尔1981年－2019年 | 博若莱地区贝尔维尔1981年－2019年 | 博若莱地区贝尔维尔1981年－2019年 | 博若莱地区贝尔维尔1981年－2019年 | 博若莱地区贝尔维尔1981年－2019年 | 博若莱地区贝尔维尔1981年－2019年 | 博若莱地区贝尔维尔1981年－2019年 | 博若莱地区贝尔维尔1981年－2019年 | 博若莱地区贝尔维尔1981年－2019年 | 博若莱地区贝尔维尔1981年－2019年 | 博若莱地区贝尔维尔1981年－2019年 | 博若莱地区贝尔维尔1981年－2019年 |
| 月份                             | 1月                              | 2月                              | 3月                              | 4月                              | 5月                              | 6月                              | 7月                              | 8月                              | 9月                              | 10月                             | 11月                             | 12月                             | 全年                             |
| -------------------------------- | -------------------------------- | -------------------------------- | -------------------------------- | -------------------------------- | -------------------------------- | -------------------------------- | -------------------------------- | -------------------------------- | -------------------------------- | -------------------------------- | -------------------------------- | -------------------------------- | -------------------------------- |
| 历史最高温 °C（°F）              | 18.5 (65.3)                      | 19 (66)                          | 25 (77)                          | 29 (84)                          | 33.2 (91.8)                      | 37.1 (98.8)                      | 39 (102)                         | 39.6 (103.3)                     | 33.3 (91.9)                      | 28.1 (82.6)                      | 22.3 (72.1)                      | 19.5 (67.1)                      | 39.6 (103.3)                     |
| 平均高温 °C（°F）                | 5.7 (42.3)                       | 7.8 (46.0)                       | 12.6 (54.7)                      | 16.1 (61.0)                      | 20.6 (69.1)                      | 24.4 (75.9)                      | 27.3 (81.1)                      | 26.8 (80.2)                      | 22.3 (72.1)                      | 16.9 (62.4)                      | 10.2 (50.4)                      | 6.4 (43.5)                       | 16.4 (61.5)                      |
| 日均气温 °C（°F）                | 3 (37)                           | 4.4 (39.9)                       | 8.3 (46.9)                       | 11.4 (52.5)                      | 15.6 (60.1)                      | 19.1 (66.4)                      | 21.6 (70.9)                      | 21 (70)                          | 17.1 (62.8)                      | 12.7 (54.9)                      | 7.1 (44.8)                       | 3.9 (39.0)                       | 12.1 (53.8)                      |
| 平均低温 °C（°F）                | 0.3 (32.5)                       | 1 (34)                           | 4 (39)                           | 6.7 (44.1)                       | 10.7 (51.3)                      | 13.8 (56.8)                      | 15.9 (60.6)                      | 15.3 (59.5)                      | 11.9 (53.4)                      | 8.5 (47.3)                       | 4 (39)                           | 1.3 (34.3)                       | 7.8 (46.0)                       |
| 历史最低温 °C（°F）              | −18 (0)                          | −12.3 (9.9)                      | −10.1 (13.8)                     | −4.1 (24.6)                      | 1.9 (35.4)                       | 3 (37)                           | 6.8 (44.2)                       | 6 (43)                           | 2.6 (36.7)                       | −4.7 (23.5)                      | −9.5 (14.9)                      | −13.4 (7.9)                      | −18 (0)                          |
| 平均降水量 mm（）                | 51.1 (2.01)                      | 40.7 (1.60)                      | 41.5 (1.63)                      | 67.6 (2.66)                      | 83.7 (3.30)                      | 76 (3.0)                         | 61.6 (2.43)                      | 71.6 (2.82)                      | 76.4 (3.01)                      | 87.5 (3.44)                      | 77.6 (3.06)                      | 58.6 (2.31)                      | 793.9 (31.26)                    |
| 月均日照時數                     | 61.9                             | 91.5                             | 154.9                            | 182                              | 212.9                            | 245.3                            | 267.7                            | 242.4                            | 185.6                            | 116.9                            | 70.3                             | 50.5                             | 1,881.9                          |
| 来源：infoclimat.fr              |                                  |                                  |                                  |                                  |                                  |                                  |                                  |                                  |                                  |                                  |                                  |                                  |                                  |

## 行政区划
博若莱地区贝尔维尔的市镇编号为69019，邮政编号为69220。
在行政管理方面，博若莱地区贝尔维尔隶属于法国奥弗涅-罗讷-阿尔卑斯大区罗讷省索恩河畔自由城区；在地方选举方面，博若莱地区贝尔维尔是博若莱地区贝尔维尔县的中央投票站所在地，其市镇范围全境被划入罗讷省第九选区；在社会管理方面，博若莱地区贝尔维尔是索恩博若莱市镇公共社区的办公驻地。
法国国家统计与经济研究所（简称）在进行数据统计时，将博若莱地区贝尔维尔及相邻的另外4个市镇设为博若莱地区贝尔维尔城市核心区，并将包括核心区在内的周边共499个市镇划为里昂城市区。自2020年起，里昂城市区被撤销，博若莱地区贝尔维尔被划入包含4个市镇的博若莱地区贝尔维尔城市辐射区内。此外，还将博若莱地区贝尔维尔市镇分为了3个“块区”（IRIS），以便于统计人口分布情况。

## 交通

### 公路
A7高速公路和多条罗讷省省道在博若莱地区贝尔维尔境内交汇。奥弗涅-罗讷-阿尔卑斯大区下属的城际客运提供巴士线路，可前往里昂、索恩河畔自由城、布雷斯地区布尔格、马孔-洛谢TGV站等地。
| 里昂-佩拉什 | 43 |

| 马孔-洛谢TGV | 24 |

| 里昂 | 48 |

| 索恩河畔自由城 | 15 |

| 马孔 | 25 |

| 沙拉罗讷河畔沙蒂永 | 18 |

| 布雷斯地区布尔格 | 42 |

| 维拉尔莱栋布 | 27 |

2018年，79.4%的博若莱地区贝尔维尔家庭拥有至少一辆私人汽车。2019年，博若莱地区贝尔维尔境内共发生各类交通事故5起，造成5人受伤。

### 铁路

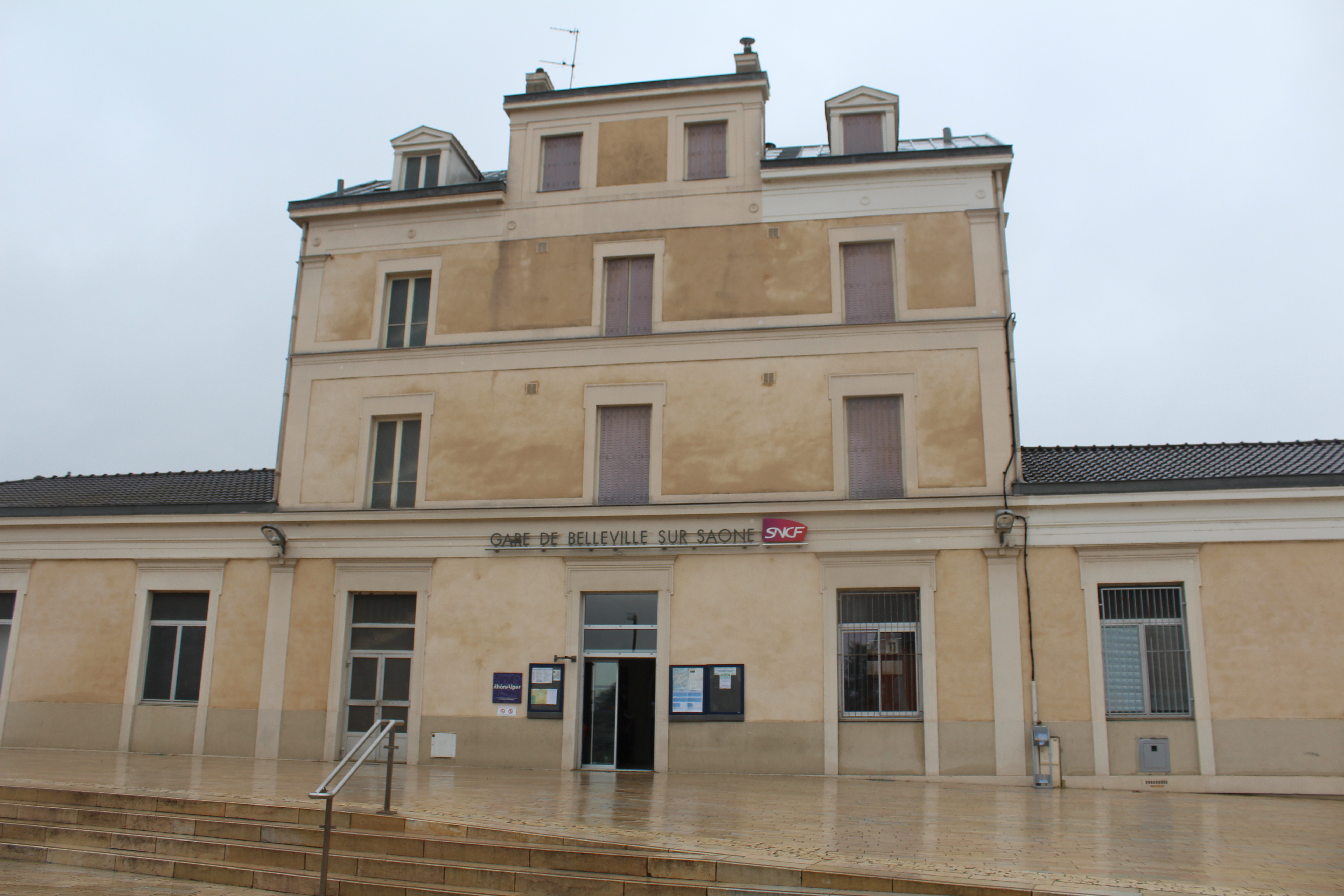
索恩河畔贝尔维尔火车站

博若莱地区贝尔维尔位于巴黎－马赛铁路上。索恩河畔贝尔维尔站位于市区西部，停靠往返于第戎和里昂一线的区域列车，部分班次可直达巴黎。

### 航空
距离博若莱地区贝尔维尔最近的民用航空站为里昂圣埃克絮佩里机场，距离博若莱地区贝尔维尔市中心的公路里程约67公里。

### 城市公共交通
截至2022年5月，博若莱地区贝尔维尔暂无城市公共交通系统。罗讷省城际巴士（商业名称为）提供多条博若莱地区贝尔维尔市区的摆渡巴士线路。

## 政治

### 市政内阁

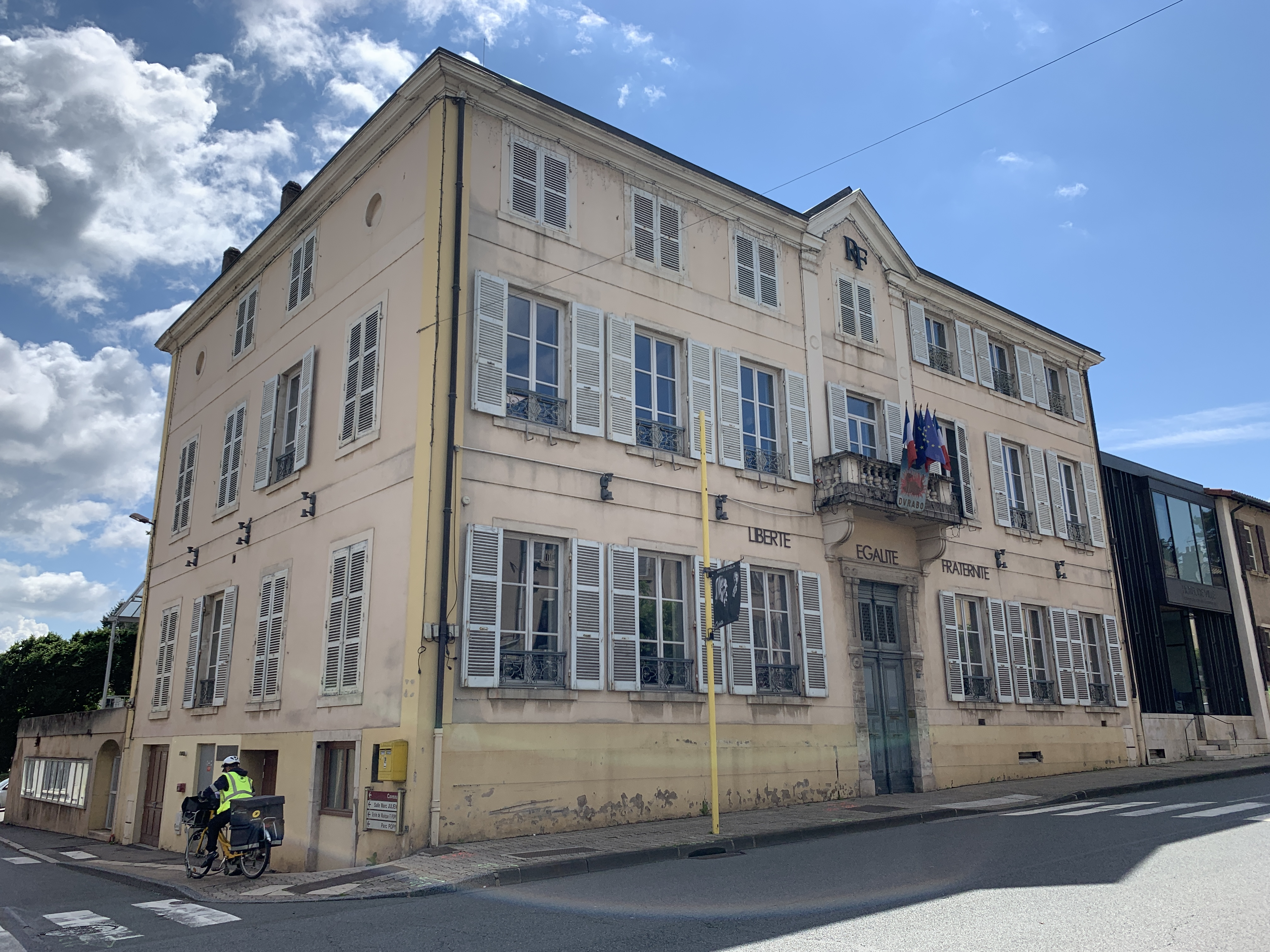
博若莱地区贝尔维尔市政厅

博若莱地区贝尔维尔的现任市长为弗雷德里克·普龙谢里先生（Frédéric PRONCHERY），他是一名右翼无党派人士，在2020年的市政选举中获得了69.75%的支持率。
| 博若莱地区贝尔维尔历届市长 | 博若莱地区贝尔维尔历届市长             | 博若莱地区贝尔维尔历届市长       |
| 任期                       | 市长                                   | 党派                             |
| -------------------------- | -------------------------------------- | -------------------------------- |
| 2019年－2020年             | Serges FESSY 塞尔日·费西               | DVD右翼无党派人士                |
| 2020年－                   | Frédéric PRONCHERY 弗雷德里克·普龙谢里 | DVC混杂中间派 →DVD右翼无党派人士 |

### 各级选举
| 博若莱地区贝尔维尔历届投票选举结果 | 博若莱地区贝尔维尔历届投票选举结果 | 博若莱地区贝尔维尔历届投票选举结果 | 博若莱地区贝尔维尔历届投票选举结果  | 博若莱地区贝尔维尔历届投票选举结果  | 博若莱地区贝尔维尔历届投票选举结果 | 博若莱地区贝尔维尔历届投票选举结果  | 博若莱地区贝尔维尔历届投票选举结果  | 博若莱地区贝尔维尔历届投票选举结果 | 博若莱地区贝尔维尔历届投票选举结果 |
| 选举项目                           | 选举范围                           | 选区单位                           | 选举结果                            | 选举结果                            | 选举结果                           | 选举结果                            | 选举结果                            | 选举结果                           | 参考资料                           |
| 选举项目                           | 选举范围                           | 选区单位                           | 第一轮胜出者                        | 第一轮胜出者                        | 支持率                             | 第二轮胜出者                        | 第二轮胜出者                        | 支持率                             | 参考资料                           |
| ---------------------------------- | ---------------------------------- | ---------------------------------- | ----------------------------------- | ----------------------------------- | ---------------------------------- | ----------------------------------- | ----------------------------------- | ---------------------------------- | ---------------------------------- |
| 2017年法國總統選舉                 | 法國                               | 贝尔维尔                           |                                     | 玛丽娜·勒庞                         | 26.68%                             |                                     | 埃马纽埃尔·马克龙                   | 59.89%                             | [ 21 ]                             |
| 2017年法國總統選舉                 | 法國                               | 阿迪耶尔河畔圣让                   |                                     | 玛丽娜·勒庞                         | 29.37%                             |                                     | 埃马纽埃尔·马克龙                   | 54.89%                             | [ 21 ]                             |
| 2017年法国立法选举                 | 罗讷省第九选区                     | 贝尔维尔                           |                                     | 马丽翁·克鲁瓦佐                     | 34.34%                             |                                     | 贝尔纳·佩吕                         | 51.32%                             | [ 21 ]                             |
| 2017年法国立法选举                 | 罗讷省第九选区                     | 阿迪耶尔河畔圣让                   |                                     | 马丽翁·克鲁瓦佐                     | 36.94%                             |                                     | 马丽翁·克鲁瓦佐                     | 53.99%                             | [ 21 ]                             |
| 2019年欧洲议会选举                 | 法國                               | 市镇                               |                                     | 若尔当·巴尔代拉                     | 29.08%                             | （不适用）                          | （不适用）                          | （不适用）                         | [ 23 ]                             |
| 2021年法国省级选举                 |                                    | 县                                 |                                     | 埃夫莉娜·若弗赖 弗雷德里克·普龙谢里 | 57.11%                             |                                     | 埃夫莉娜·若弗赖 弗雷德里克·普龙谢里 | 75.27%                             | [ 24 ]                             |
| 2021年法国省级选举                 | 市镇                               |                                    | 埃夫莉娜·若弗赖 弗雷德里克·普龙谢里 | 59.14%                              |                                    | 埃夫莉娜·若弗赖 弗雷德里克·普龙谢里 | 77.31%                              |                                    | [ 24 ]                             |
| 2021年法国大区选举                 |                                    | 市镇                               |                                     | 洛朗·沃基耶                         | 40.08%                             |                                     | 洛朗·沃基耶                         | 54.35%                             | [ 25 ]                             |
| 2022年法国总统选举                 | 法國                               | 市镇                               |                                     | 玛丽娜·勒庞                         | 28.82%                             |                                     | 埃马纽埃尔·马克龙                   | 53.86%                             | [ 21 ]                             |
| 2022年法国立法选举                 | 罗讷省第九选区                     | 市镇                               |                                     | 雷米·贝尔图                         | 22.67%                             |                                     | 亚历山大·波尔捷                     | 61.27%                             | [ 21 ]                             |

## 人口
2019年，博若莱地区贝尔维尔市镇人口数量为13,314，在法国排名第739位。其中男性6,447人，女性6,867人，75岁及以上人口占7.2%，外籍人口数量为947人，人口密度为1,278人/平方公里，当地居民被称为（男性）或（女性）。2020年，博若莱地区贝尔维尔境内出生152人，死亡人口167人。
| 博若莱地区贝尔维尔2016年－2019年人口变化情况 |
|                                              |
| 数据来源：INSEE                              |

## 经济

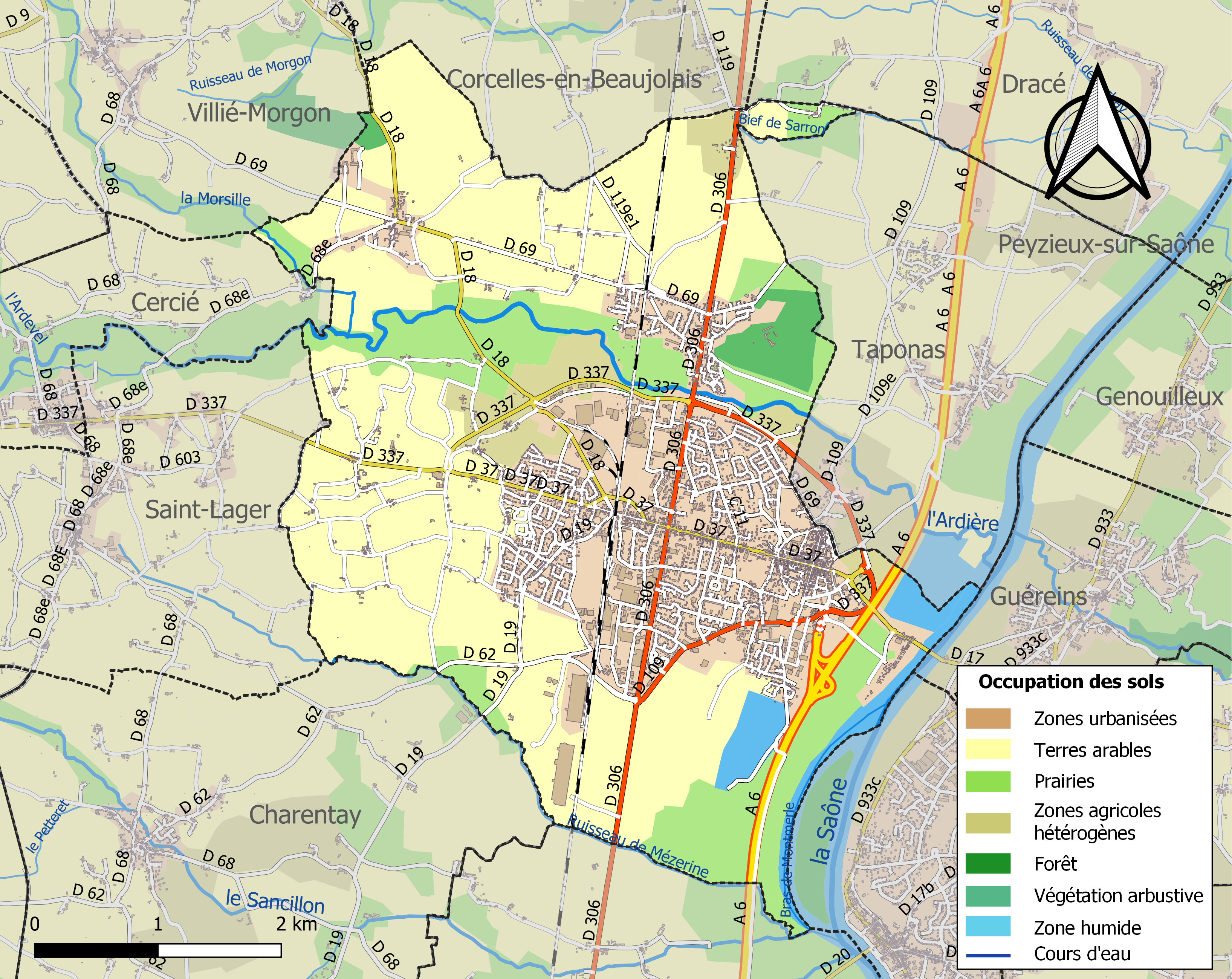
博若莱地区贝尔维尔土地利用情况地图

博若莱地区贝尔维尔是一个区域性的中心城市，截止2022年5月，博若莱地区贝尔维尔市镇范围内共有各类用人单位（包含自雇）2,038家，平均历史为15年，其中98.34%为中小型企业（PME），2022年3月至5月间，当地的经济活力指数为0.88%。（金属加工）、（农林器械）及（农林器械）是当地2020年营业额最高的三个企业，分别为71,329,700欧元49,658,293欧元和43,555,488欧元。

## 财政与居民收入
2020年，博若莱地区贝尔维尔的财政收入总额为12,914,400欧元，财政支出总额为10,833,000欧元，当年的债务总额为7,433,130欧元。2021年，博若莱地区贝尔维尔共获得2,209,649欧元的国家财政补助，比上一年增加了1.36%。
2019年，博若莱地区贝尔维尔的人均月收入总额为2,144欧元，其中高级职员为3,642欧元，低于法国平均水平（4,230欧元）；中级职员为2,369欧元，低于法国平均水平（2,411欧元）；普通职员为1,757欧元，高于法国平均水平（1,740欧元）。
2018年，博若莱地区贝尔维尔境内的青壮年（15至64岁）失业率为12.2%，当地46.5%的家庭拥有纳税资格，平均纳税2,087欧元，低于法国平均水平（3,910欧元）。

## 社会事务

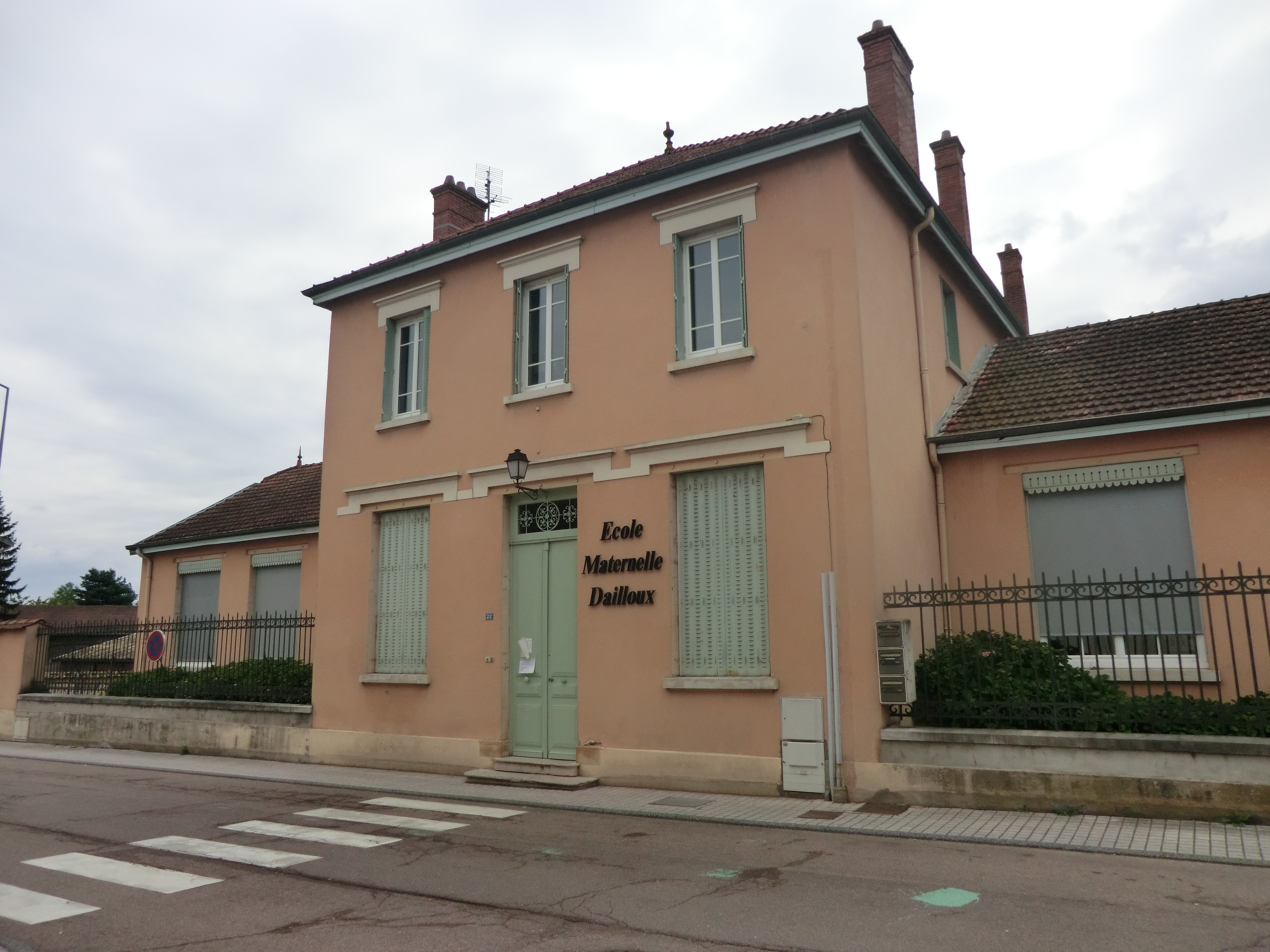
博若莱地区贝尔维尔的一所学校

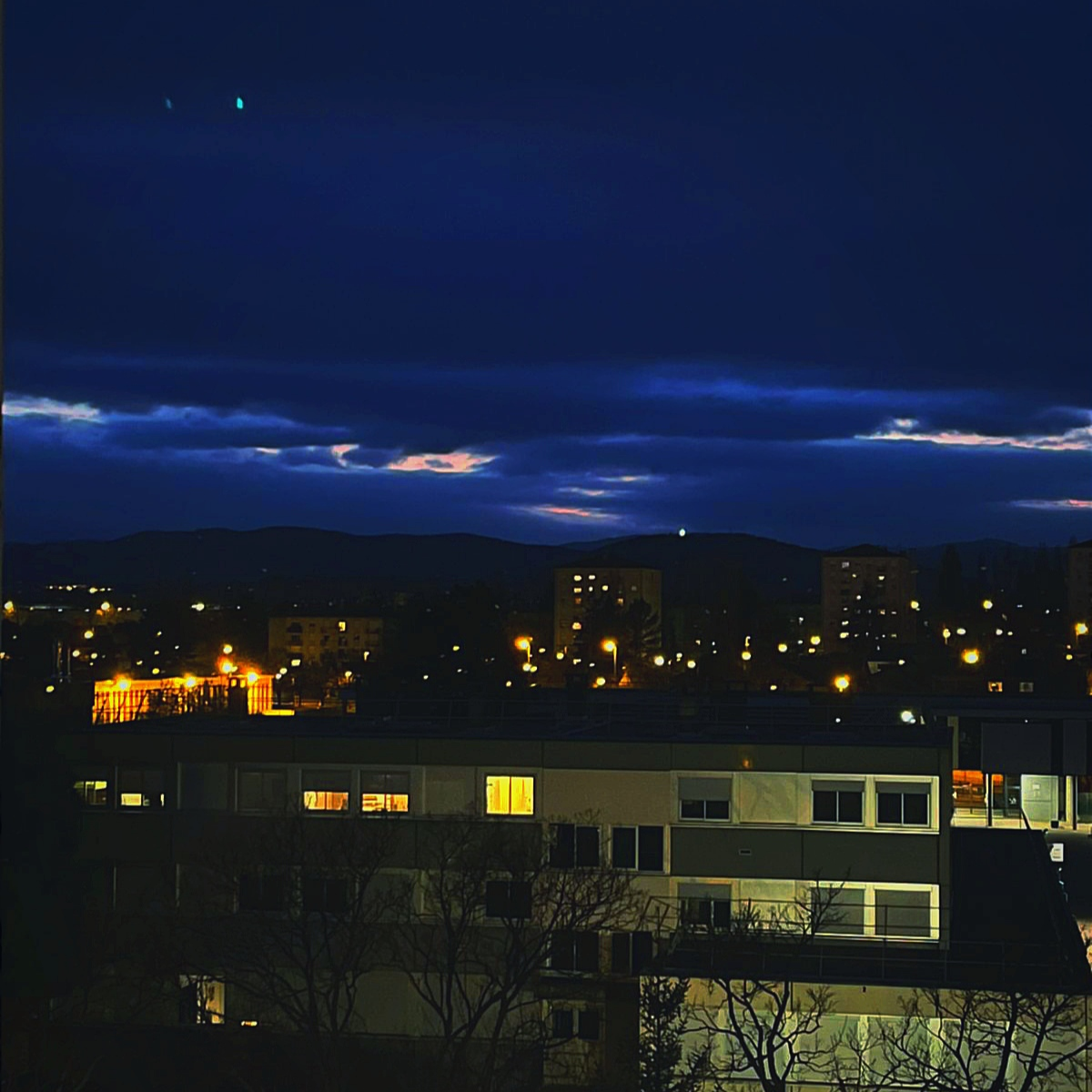
博若莱地区贝尔维尔市区夜景

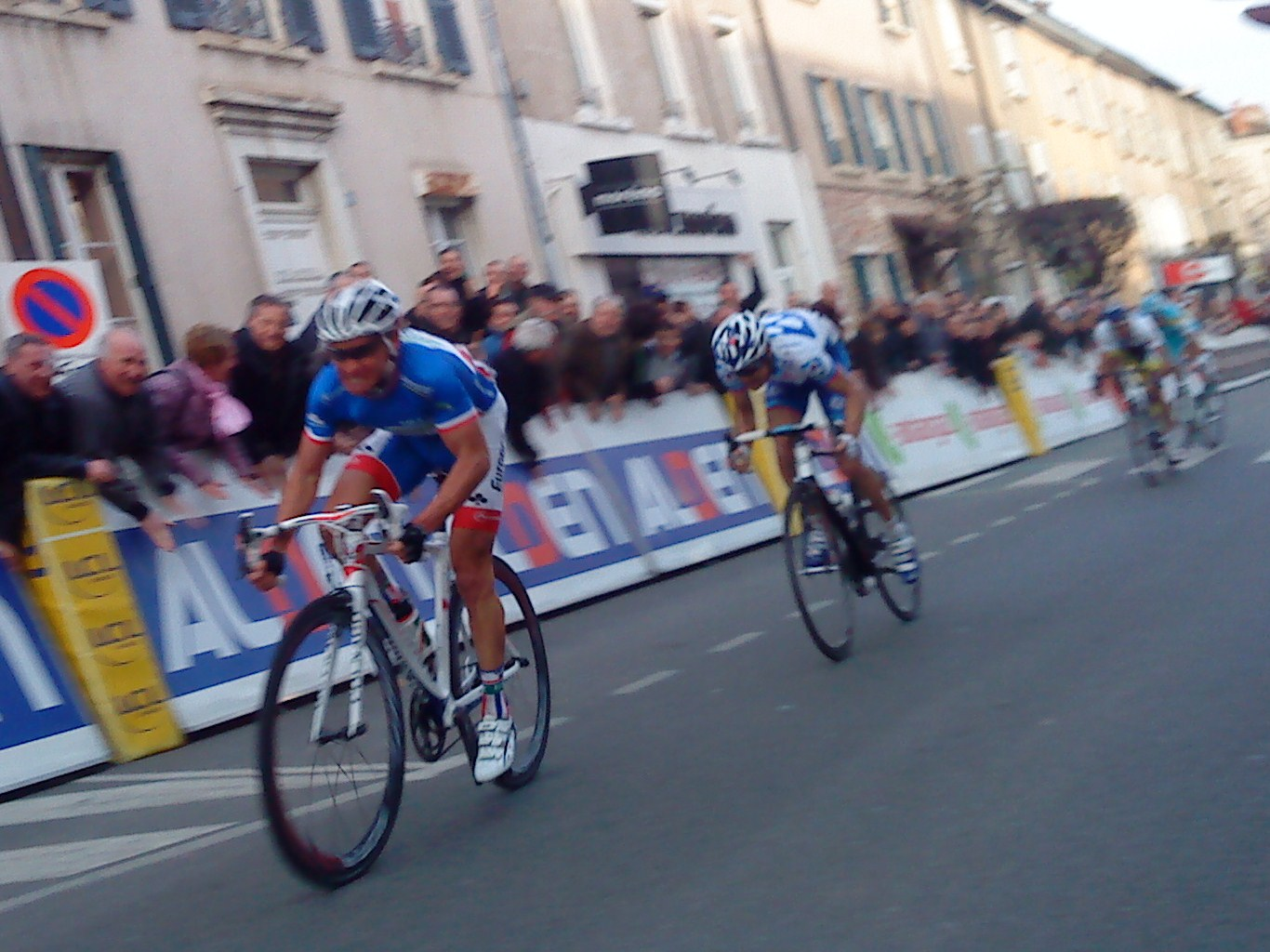
途径贝尔维尔的2011年巴黎-尼斯自行车赛

### 教育
博若莱地区贝尔维尔属于里昂学区。截止2020年1月1日，博若莱地区贝尔维尔境内共有3所幼儿园、4所小学、2所初级中学、1所普通高中和1所农业高中。2018至2019学年度，博若莱地区贝尔维尔境内共有在校中等教育阶段学生2,159名。

### 医疗
截止2020年1月1日，博若莱地区贝尔维尔境内共有全科医生15名、保健师18名、牙医22名、护士25名、眼科医生1名、皮肤科医生1名、助产士4名和儿科医生3名。境内共有药房4家、养老院1家、残疾人帮扶中心2家。
博若莱地区贝尔维尔中心医院（Centre Hospitalier de Belleville-en-Beaujolais）是法国的一个区域性医疗机构，其主病区位于博若莱地区贝尔维尔市区，设有床位58个，是当地规模最大的公立综合性医院。

### 住房
2018年，博若莱地区贝尔维尔境内共有各类住房5,914套，其中48.1%为独立式居民区，49.3%为集中式居民区。常住房屋占博若莱地区贝尔维尔市镇范围内居民建筑总量的91.9%。
在住房保障政策方面，2020年，博若莱地区贝尔维尔境内共有1,273户家庭获得了住房经济补助，受益人数占总人口数量的9.7%，其中1,184份为房租补助。

### 商业
2019年，博若莱地区贝尔维尔境内共有各类实体商铺403家，其中餐厅48家、大型超市5家、杂货店3家、面包房9家、肉铺5家、书店7家、装饰品店1家、银行门店11家、美容美发店32家、汽车维修店29家。市区东部的高速公路口附近建有大型开放式商业街区，有家乐福、Intermarché、Bricomarché等大型超市。

### 体育
2020年，博若莱地区贝尔维尔境内共有1家游泳池、4间体育馆、2座综合体育场、3处网球场、1处马术场、4处足球或橄榄球场以及2处篮球或排球场。
截至2022年5月，博若莱地区贝尔维尔境内共有两家注册足球俱乐部。贝尔维尔博若莱足球俱乐部（Belleville Football Beaujolais，编号551384）是当地的代表性足球队，其主队2021至2022赛季参加奥弗涅-罗讷-阿尔卑斯大区足球联赛丙组（法国第八级别），其主场若马尔·迪里球场（Stade Jomard Dury）位于市区中部。

### 环境
博若莱地区贝尔维尔的环境事务由其所属的索恩博若莱市镇公共社区负责。2019年，博若莱地区贝尔维尔境内共有3家污染企业。

### 治安
2019年，博若莱地区贝尔维尔市镇范围内有1处宪兵队。
博若莱地区贝尔维尔所在地是索恩河畔自由城国家宪兵队（zone gendarmerie de Villefranche-sur-Saône）的管辖范围。2020年，该宪兵队辖区内共107个市镇累计发生各类案件4,315起，其中盗窃类案件2,095起，经济类案件790起，毒品交易类案件168起。

## 文化
2020年，博若莱地区贝尔维尔境内有1家电影院。博若莱地区贝尔维尔市政府提供多媒体中心，每周二、三、五、六向公众开放。

### 建筑
博若莱地区贝尔维尔境内有多处历史建筑，其中贝尔维尔升天教堂、贝尔维尔神学院等为法国国家文物保护单位。

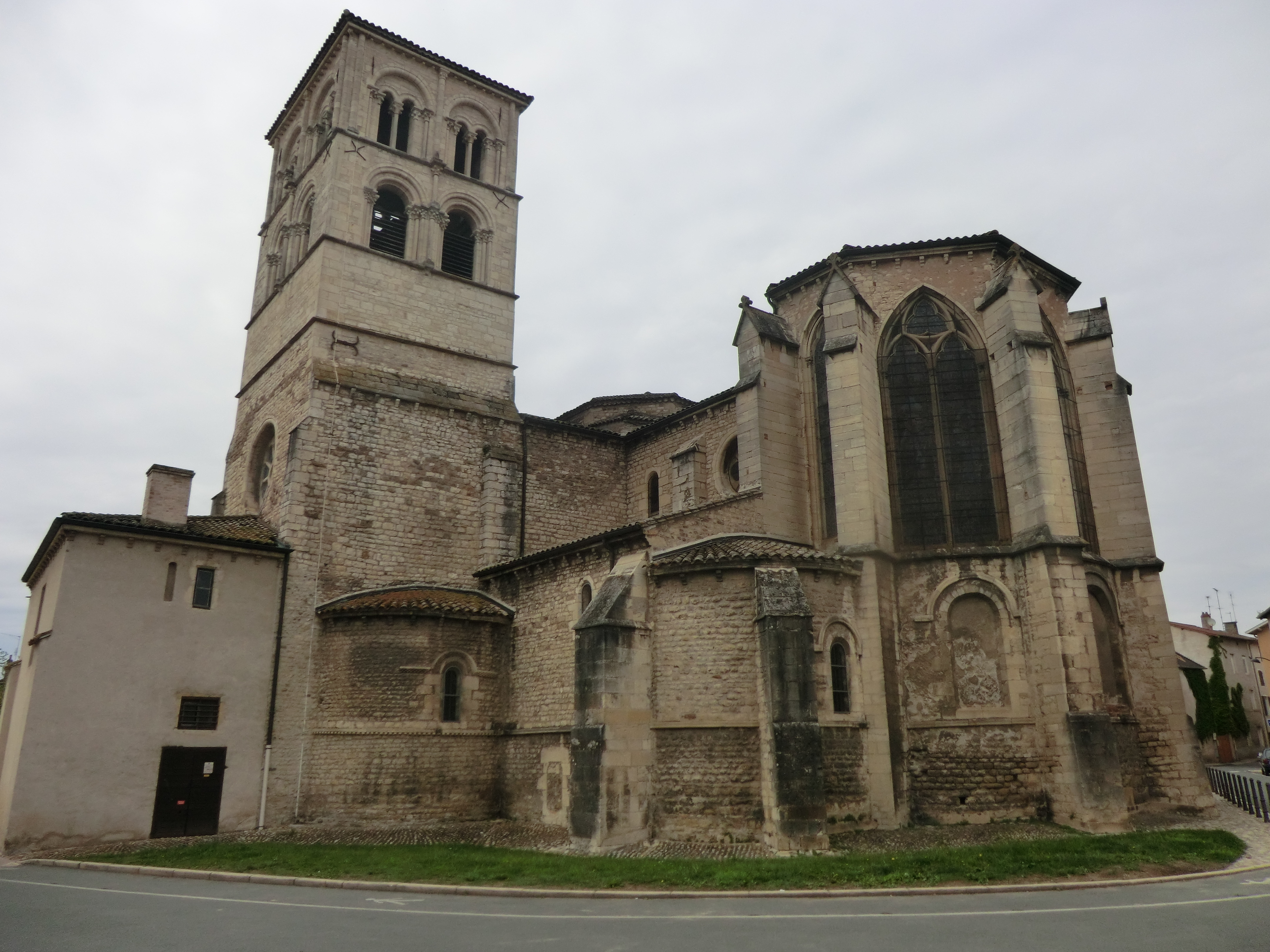
贝尔维尔升天教堂（法语：Abbatiale de l'Assomption de Belleville）
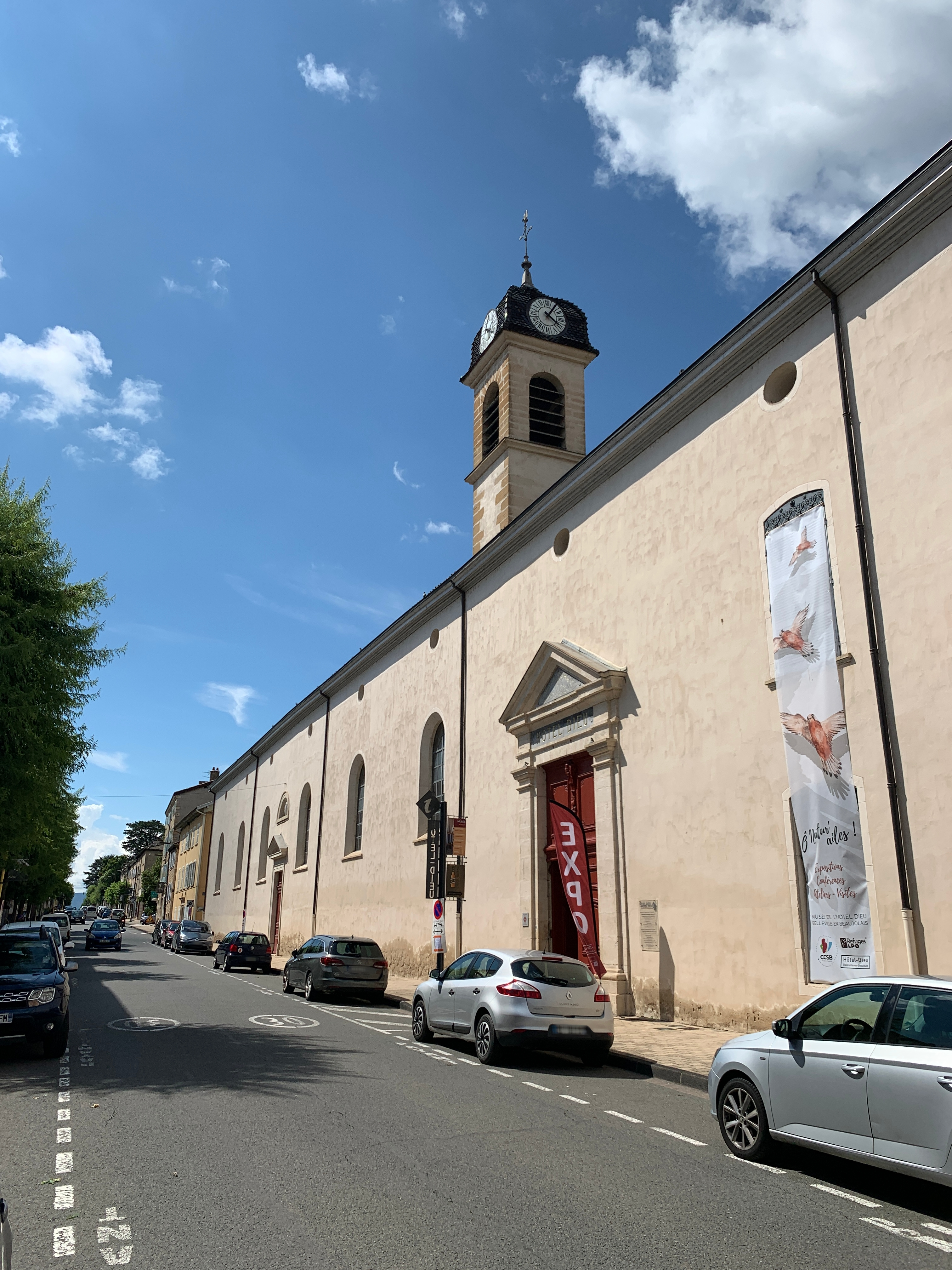
神学院（法语：Hôtel-Dieu de Belleville）
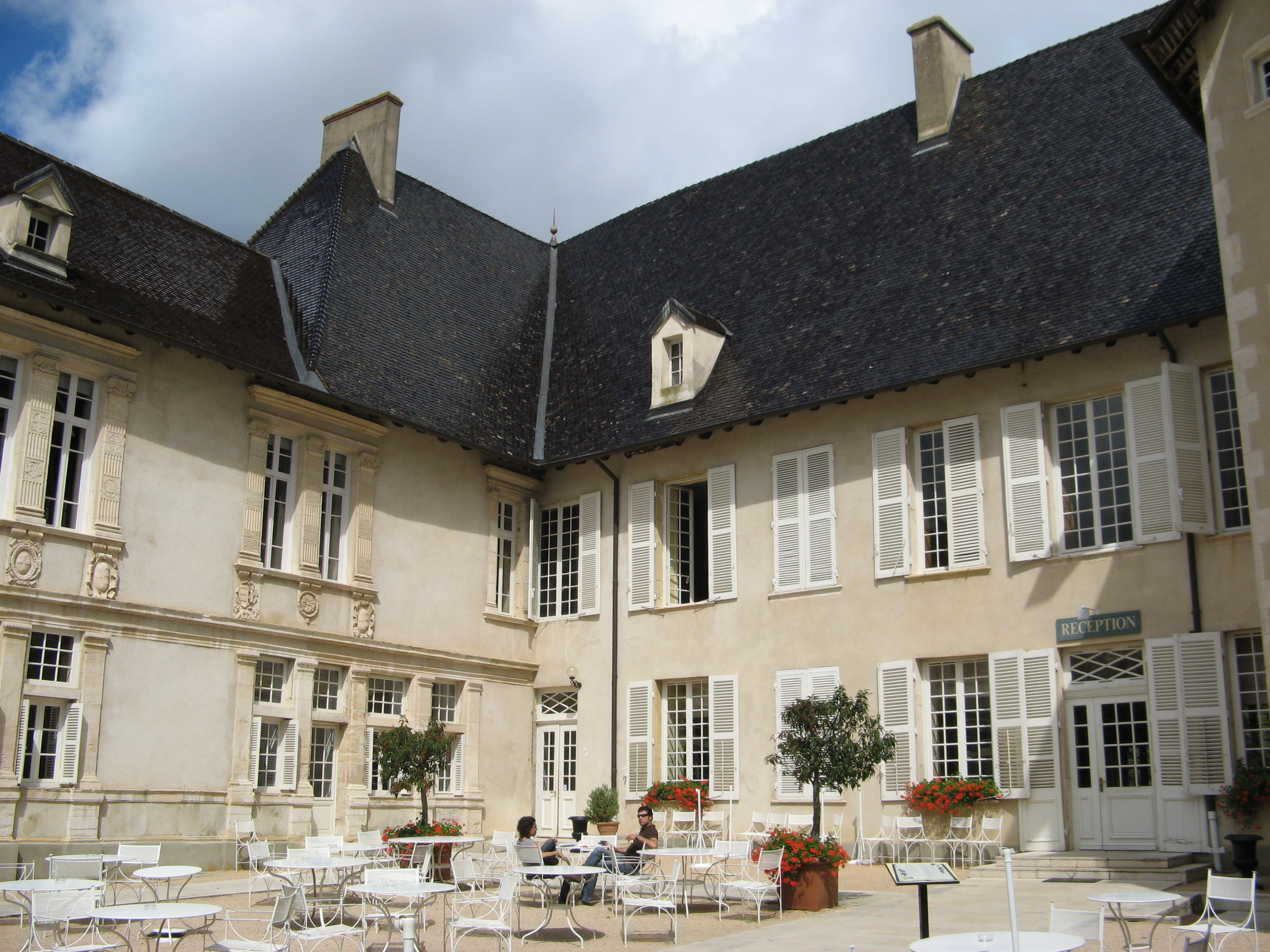
皮宰城堡（法语：Château de Pizay）
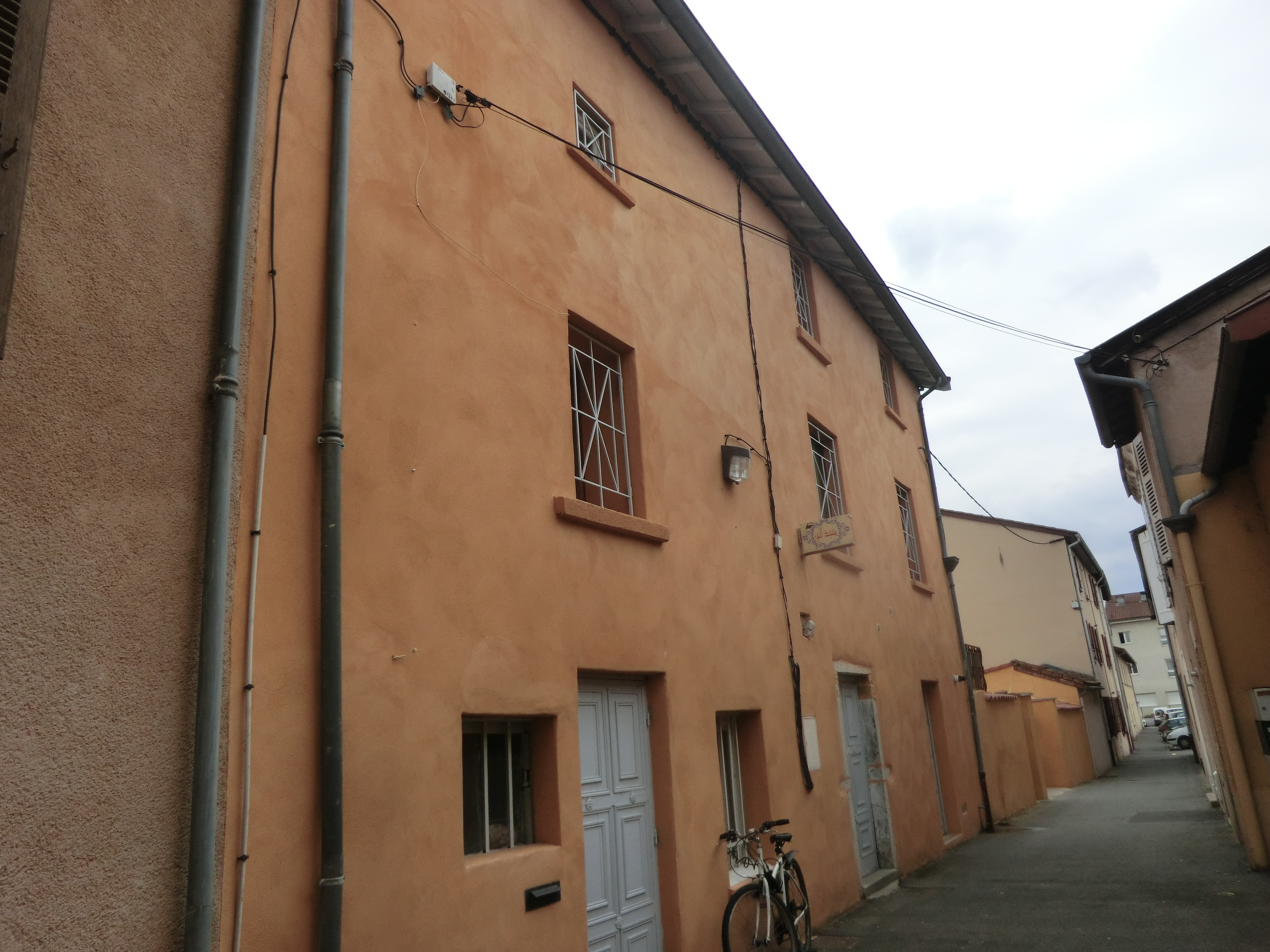
清真寺
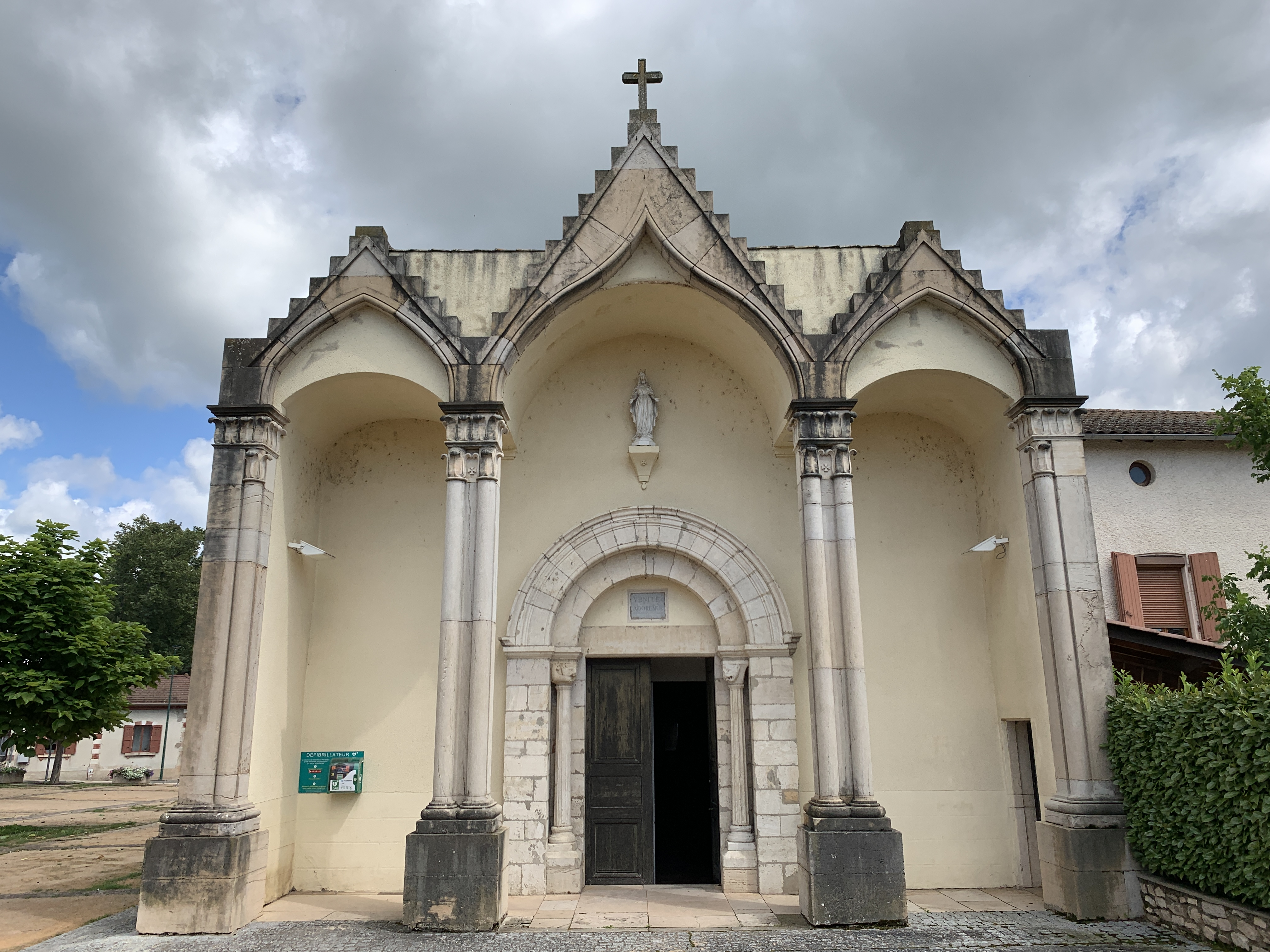
施洗约翰诞辰教堂
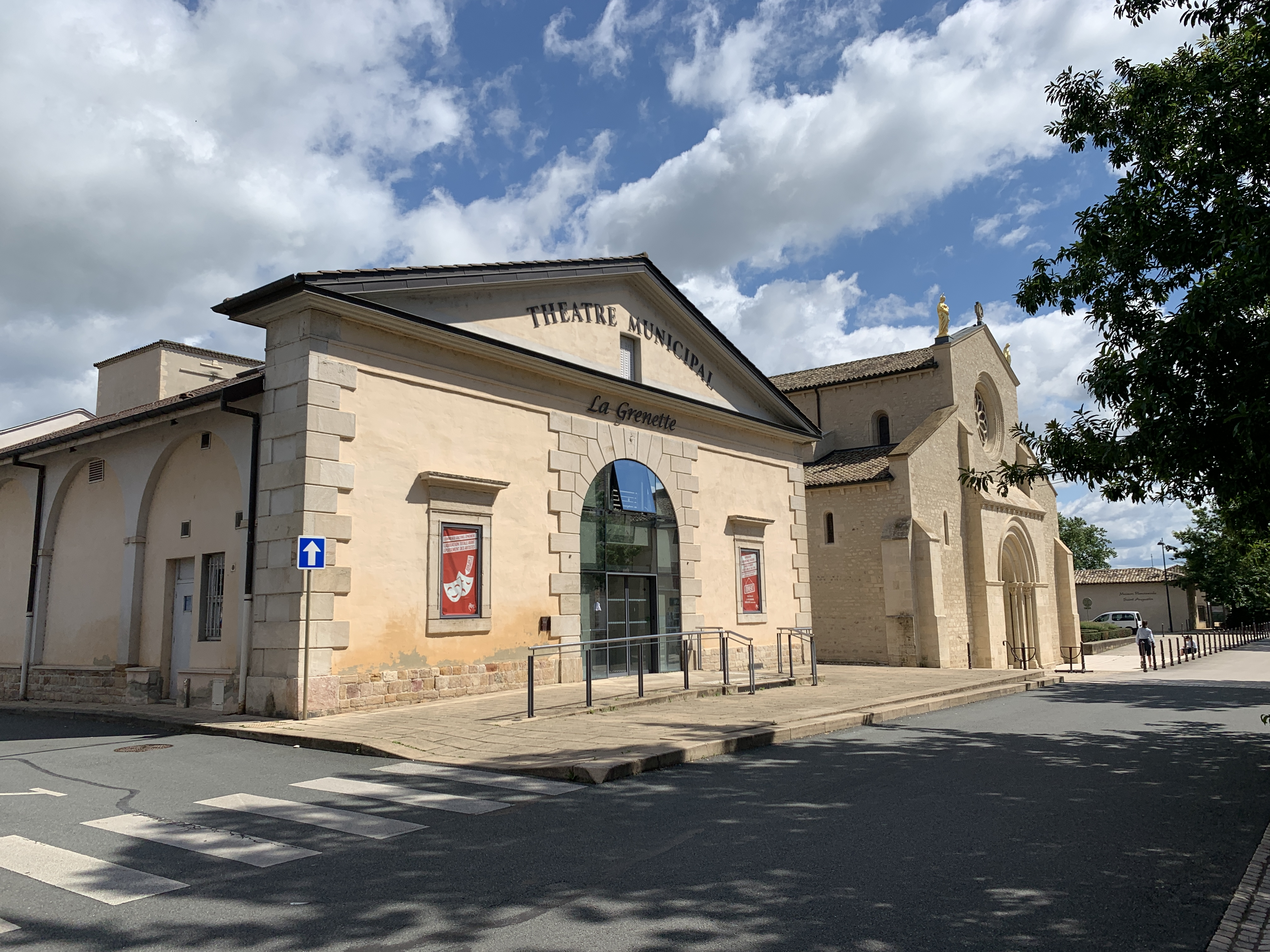
剧场
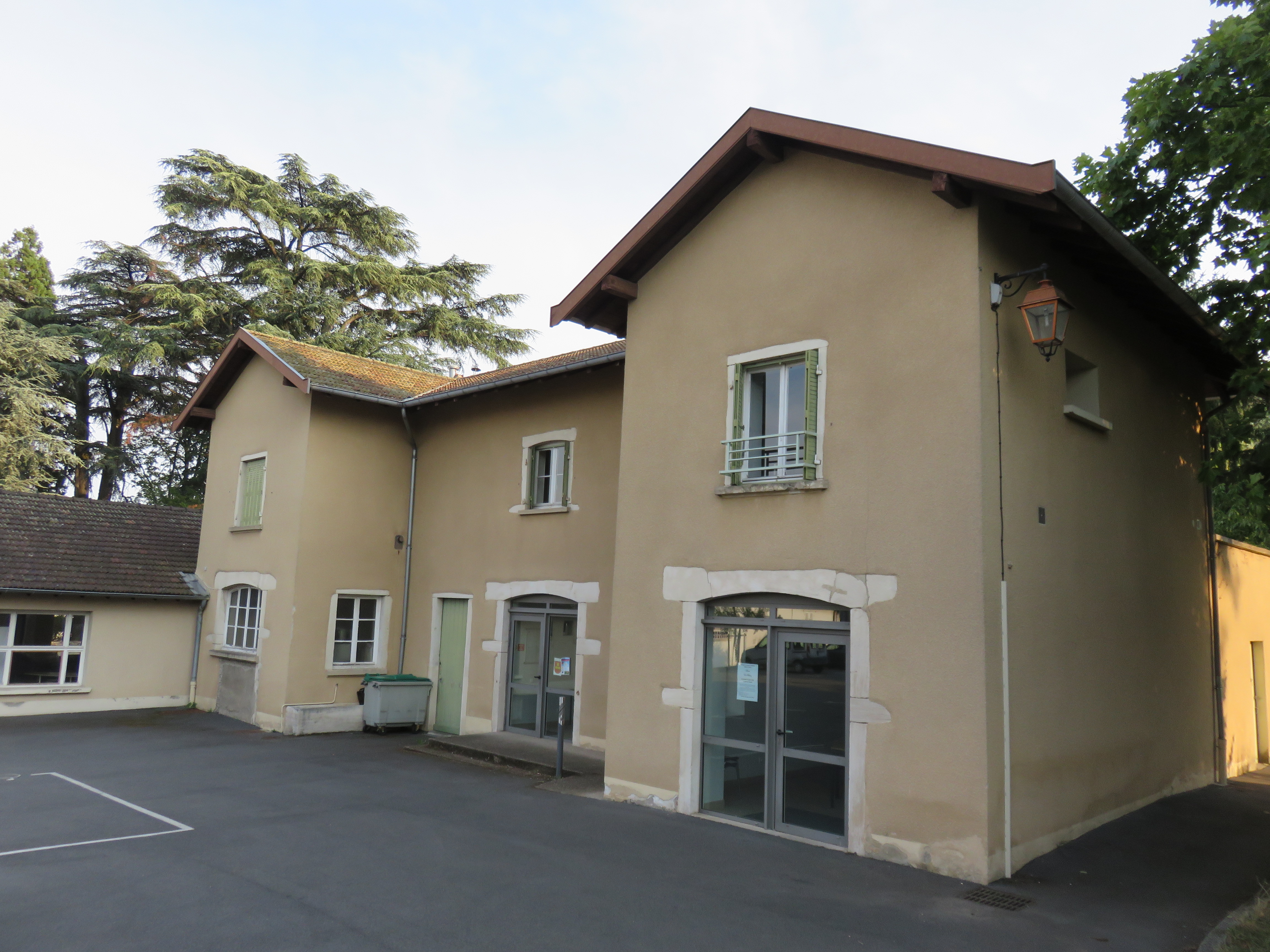
活动中心

### 旅游
博若莱地区贝尔维尔的旅游事务由其所属的索恩博若莱市镇公共社区负责。2021年，博若莱地区贝尔维尔境内共有6家酒店共计214间房间。

### 媒体
法国主要的媒体均可在博若莱地区贝尔维尔接收，法国电视三台下属的奥弗涅-罗讷-阿尔卑斯大区频道在部分时段播出博若莱地区贝尔维尔所属区域的地方新闻。《进步报》、Scoop广播、BFM电视台里昂频道等是当地主要的地方性媒体。

## 相关人物
法国手球运动员菲利普·加尔当出生于贝尔维尔。

## 友好城市
截至2022年5月，博若莱地区贝尔维尔共与一座城市互为友好城市关系：
- 德国 萨尔茨科滕